# Arynów
Arynów – wieś sołecka w Polsce położona w województwie mazowieckim, w powiecie mińskim, w gminie Mińsk Mazowiecki. Leży na północny zachód od Mińska Mazowieckiego, przy trasie DK 50.
Wieś szlachecka położona była w drugiej połowie XVI wieku w powiecie garwolińskim ziemi czerskiej województwa mazowieckiego. W latach 1975–1998 miejscowość administracyjnie należała do województwa siedleckiego.
Wierni Kościoła rzymskokatolickiego należą do parafii Matki Bożej Jasnogórskiej w Królewcu.

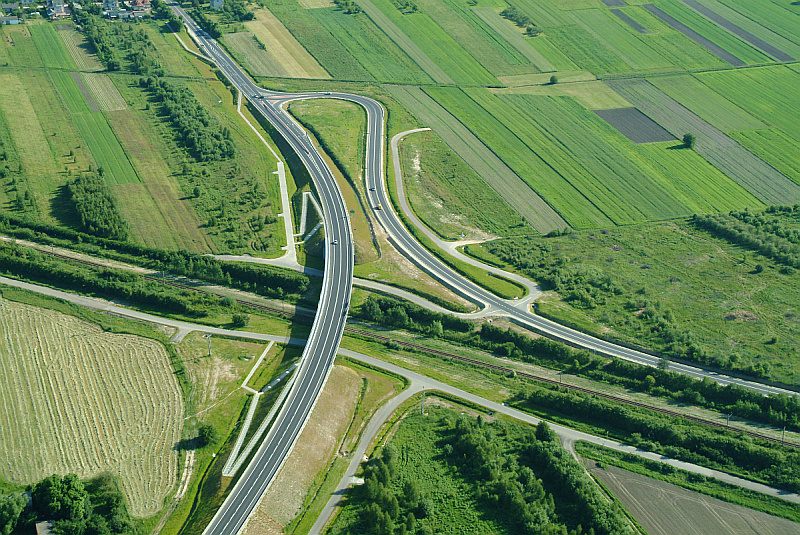
Połączenie obwodnicy Stojadeł w ciągu DK nr 50 z dotychczasowym przebiegiem DK nr 50, w tle zabudowania Arynowa